# Jüdischer Friedhof (Niedermeiser)
Der Jüdische Friedhof Niedermeiser ist ein Jüdischer Friedhof in Niedermeiser (Stadt Liebenau) im hessischen Kreis Kassel. Er ist ein geschütztes Kulturdenkmal.

## Beschreibung
Der 736 m² große Friedhof, der neben dem christlichen Friedhof liegt, wurde 1854 neu angelegt. Bis zum Jahr 1929, dem Jahr der letzten Beisetzung, fanden mindestens 19 Beisetzungen statt. Von den ursprünglich vorhandenen Grabsteinen für Juden aus Liebenau-Niedermeiser und Umgebung, die in den Jahren 1854 bis 1929 verstorben sind, ist nur noch ein einziger vorhanden. Außerdem existiert der Gründungsstein des Friedhofes von 1853 und ein Gedenkstein, der nach 1945 aufgestellt wurde. Dieser trägt den Text: „Hier ruhen die Gebeine der Juden von Niedermeiser. Zeuge sei dieser Gedenkstein für alle Grabsteine, die einst an diesem Ort standen und durch Nazi-Terror vernichtet wurden. 1938–1945.“

## Geschichte
In der Zeit des Nationalsozialismus wurde der Friedhof mehrfach geschändet und abgeräumt.
Im Jahr 2000 wurde der jüdische Friedhof in der Nacht vom 15. zum 16. Juli geschändet. Ein Gedenkstein wurde aus der Verankerung gerissen und vor das Friedhofsgelände geschleppt.